# Eisenbahnunfall auf der Liziyida-Brücke
Der Eisenbahnunfall auf der Liziyida-Brücke am 9. Juli 1981 war der folgenreichste Eisenbahnunfall in der Geschichte Chinas. Bei einem Brückeneinsturz starben mindestens 200 Menschen.

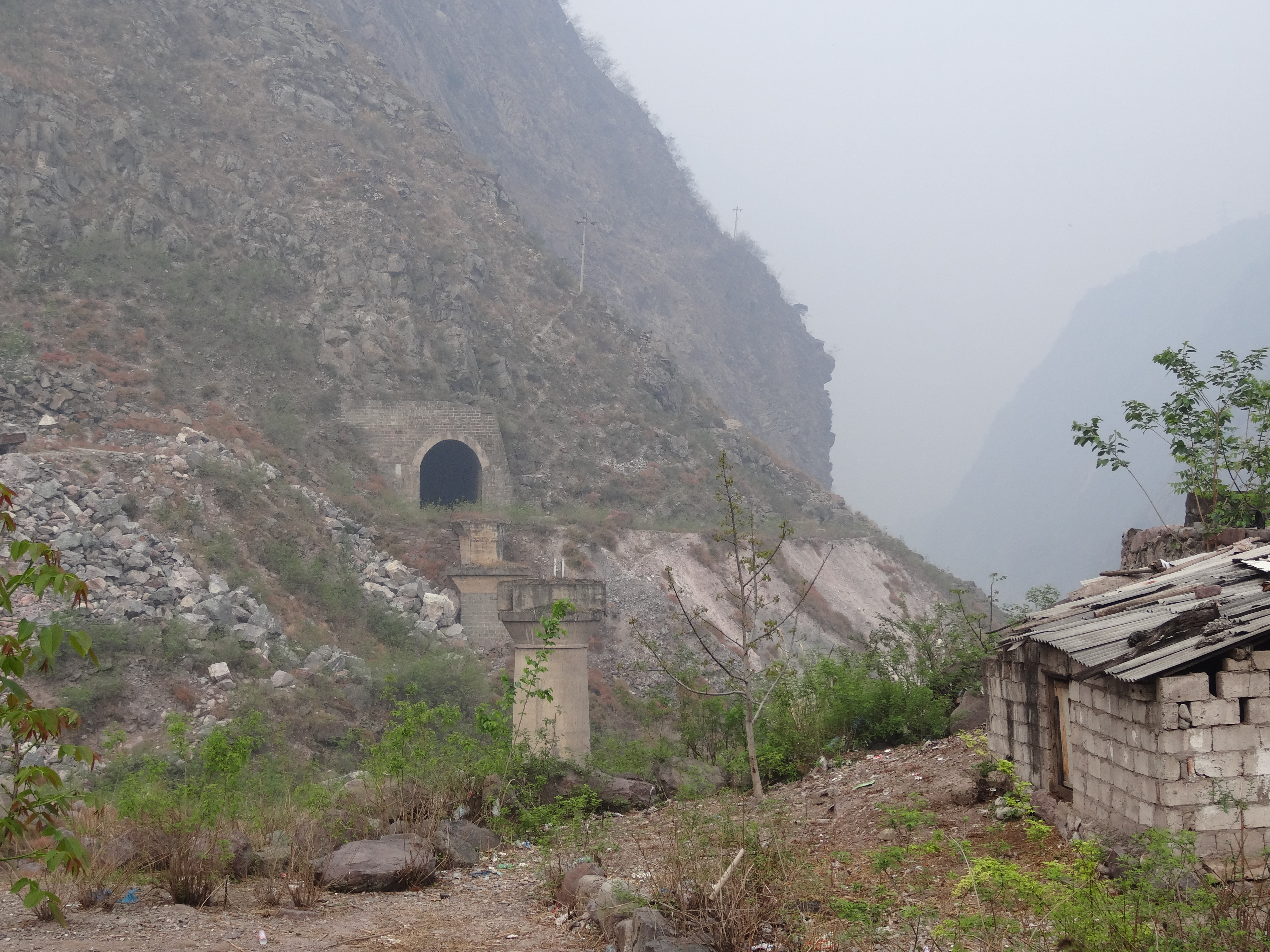
Ruine der Liziyida-Brücke (2013)

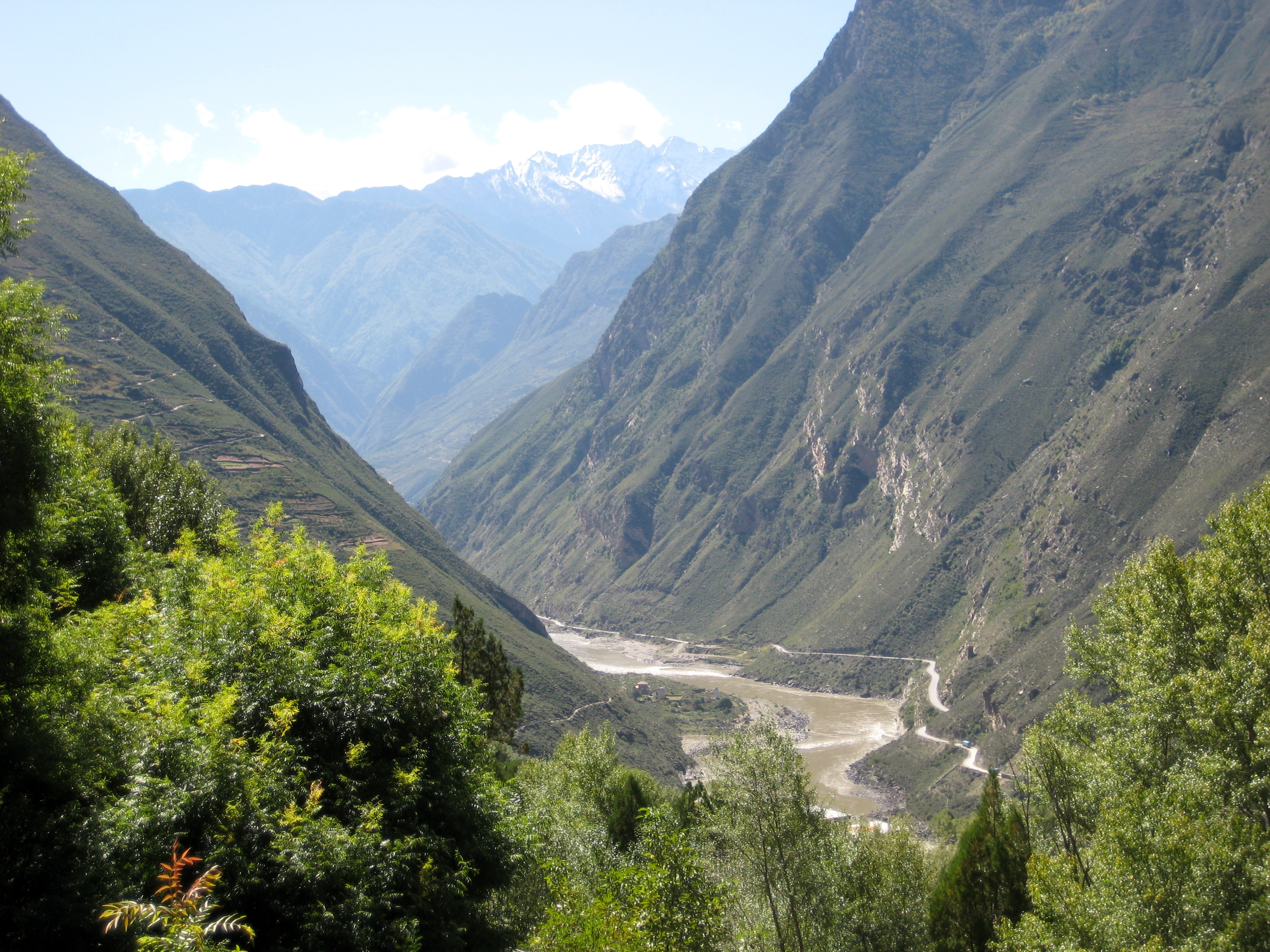
Oberlauf des Dadu He, der das schwierige Gelände zeigt, in dem sich der Unfall ereignete

## Ausgangslage
Zug Nr. 442 war von Geliping nach Chengdu unterwegs. Zuletzt hatte er am Bahnhof von Niri gehalten und war dort um 01:41 Uhr abgefahren. Niri liegt an der Chengdu-Kunming-Bahn im Kreis Ganluo in der chinesischen Provinz Sichuan. Hier führte die Strecke im Gebirge über den Liziyida, einen Zufluss zum Dadu He. Bevor die Bahnstrecke die Stahl-Brücke auf Beton-Pfeilern erreichte, verlief sie durch einen Bergvorsprung im Nainaibao-Tunnel, der ein Gefälle von 14 ‰ aufwies.

## Unfallhergang
In der Nacht rutschte eine Schlammlawine durch die Schlucht des Liziyida. Diese riss auch die 17 Meter hohe, 110 Meter lange Eisenbahnbrücke über den Liziyida weg. Eine Minute nachdem der Zug den Bahnhof Niri verlassen hatte, wurde die Telefonverbindung zum nächsten Bahnhof, Wusi, unterbrochen, als der Fahrdienstleiter von Niri seinem Kollegen dort die Abfahrt des Zuges mitteilen wollte: Die Schlammlawine hatte auch die Telefonleitung unterbrochen.
Um 01:45 Uhr fuhr der Zug mit 40 km/h in den Nainaibao-Tunnel ein. Dieser wies eine leichte Krümmung auf. Nachdem er die Krümmung durchfahren hatte, bemerkte der Lokomotivführer im Licht der Scheinwerfer, dass ein Gebäude am Tunnelausgang eingestürzt war und die Spiegelung der Scheinwerfer auf den Schienen vor ihm abrupt abbrach. Er leitete sofort eine Notbremsung ein, die den Zug aber vor dem Streckenabschnitt, über den zuvor die Brücke geführt hatte, nicht mehr zum Stehen bringen konnte. Um 01:47 Uhr fuhr der Zug in die Lücke. Die Lokomotive, der Gepäckwagen und ein Personenwagen stürzten ab. Der nächst folgende Wagen entgleiste noch im Tunnel und kippte außerhalb dann um.

## Folgen
Mehr als 200 Passagiere und Eisenbahnmitarbeiter (nach anderer Quelle: 360) starben oder wurden dauerhaft vermisst, ihre Leichen  vom Fluss weggespült. Darüber hinaus wurden 146 Menschen verletzt.
Es dauerte bis zum 24. Juli, um den Bahnverkehr über eine provisorische Brücke wieder aufzunehmen. Anschließend wurde der Streckenabschnitt durch einen Umfahrungstunnel ersetzt, der im Mai 1984 in Betrieb genommen wurde. Der Nainaibao-Tunnel und die provisorische Brücke wurden stillgelegt.